# Orkaan Gilbert
Orkaan Gilbert was een tropische cycloon die op 8 september 1988 ontstond uit een tropische golf.

## Ontstaan en ontwikkeling
Op 3 september vertrok een tropische golf van de Afrikaanse kust westwaarts, maar kwam aanvankelijk nauwelijks tot ontwikkeling. De tropische golf echter werd meer en meer ingebed in een omvangrijk lagedrukgebied, op 8 september begon zich een gesloten circulatie af te tekenen en op 9 september promoveerde het lagedrukgebied tot tropische depressie 12 op 720 km ten oosten van Barbados (Omdat pas achteraf werd besloten de tropische storm zonder naam, tropische depressie 13 officieel aan het seizoen toe te voegen, geschiedde zijn nummering later en op die manier vormde tropische depressie 13 zich vóór tropische depressie 12). Dezelfde dag, 9 september promoveerde tropische depressie 12 tot de tropische storm Gilbert, vlak voordat hij de Bovenwindse Eilanden bereikte. De ontwikkeling van Gilbert ging snel verder; op 10 september promoveerde Gilbert tot orkaan ten zuiden van Puerto Rico. Gilbert won verder aan kracht, schampte de Dominicaanse Republiek en Haïti en zette koers richting Jamaica, waar hij op 12 september met windsnelheden van 205 km/uur en een minimale druk van 960 mbar landde; een stevige orkaan van de derde categorie. Na zijn passage over Jamaica daalde zijn luchtdruk zeer snel; eerst trok Gilbert nadat hij de vijfde categorie had bereikt door de Kaaimaneilanden en rakelings langs Grand Cayman.
Op de avond van 13 op 14 september bereikte Gilbert zijn hoogtepunt: een luchtdruk van 888 mbar en windsnelheden tot 296 km/uur, wat het record van orkaan Dog evenaarde (omdat de metingen anno 1950 niet helemaal betrouwbaar zijn, is er het een en ander op het record van Dog af te dingen). De minimale luchtdruk van 888 mbar was tot dan toe het laagst, dat ooit bij een tropische cycloon op het westelijk halfrond is waargenomen en zou standhouden, totdat Wilma in het seizoen 2005 het zou breken. In 24 uur was Gilbert gezakt van 960 mbar tot 888 mbar. Gilbert bleef een orkaan van de vijfde categorie, toen hij op 15 september landde met windsnelheden tot 260 km/uur bij een druk van 900 mbar op het noordoosten van het schiereiland Yucatán. Boven Yucatán verzwakte Gilbert en kwam als orkaan van de tweede categorie weer boven de Golf van Mexico. Daar won Gilbert andermaal aan kracht en wist de vierde categorie te bereiken, voordat hij op 16 september landde met windsnelheden van 205 km/uur en een druk van 955 mbar; als een sterke derde-categorie-orkaan in de buurt van de stad La Pesca in Tamaulipas.
Gilbert degradeerde tot tropische storm op 17 september boven Nuevo León, trok ten zuiden van de hoofdstad van Nuevo Léon, Monterrey langs en degradeerde dezelfde dag boven Chihuahua tot tropische depressie. Tropische depressie Gilbert draaide nu naar het noorden en noordoosten en trok verder over Texas en Oklahoma. Op 19 september verloor Gilbert zijn tropische kenmerken, toen hij door een niet-tropisch lagedrukgebied met frontensysteem werd opgenomen boven Missouri. Deze depressie trok verder naar Michigan. Gilbert eiste in totaal 318 mensenlevens, voornamelijk in Mexico. Op Jamaica kwamen 45 mensen om en liet Gilbert 700 mm regenwater achter. Gilbert was de zwaarste orkaan op Jamaica sinds Charlie in 1951, maar was wel de orkaan die het meeste schade heeft aangericht in de geschiedenis van het eiland. In Mexico werden meer dan 35.000 mensen dakloos ten gevolge van Gilbert en bracht de orkaan 83 schepen tot zinken. In de Mexicaanse deelstaat Quintana Roo veroorzaakte Gilbert grootschalige ontbladering van het tropisch bos. In het afgevallen blad ontstond in 1989 een bosbrand waarbij een gebied van 1,200 km2 is afgebrand.
Vanwege de verwoestingen op grote schaal en het grote aantal slachtoffers werd de naam Gilbert in het najaar van 1989 geschrapt voor Atlantische orkanen en vervangen door de naam Gordon.

## Trivia
- De Jamaicaanse reggae artiest Lovindeer kwam snel na orkaan Gilbert met een song op de markt die een grote hit werd op het eiland: Wild Gilbert.
- Jan Timmer, een topman van Philips kreeg vanwege zijn voortvarende aanpak kort na de orkaan de bijnaam "Orkaan Gilbert".[7]